# Рудик Василь Назарович
Васи́ль Наза́рович Ру́дик (9 травня 1941, с. Жубровичі, Олевський район, Житомирська область, УРСР) — український політик, народний депутат України І скликання, кандидат економічних наук, також працював заступником керівника Управління забезпечення міжпарламентських зв'язків — завідувачем відділу забезпечення зв'язків з національними парламентами Апарату Верховної Ради України.

## Життєпис
Василь Назарович Рудик народився 9 травня 1941 року в селі Жубровичі, Олевський район, Житомирська область). Українець.
Освіта:Українська сільськогосподарська академія, вчений-агроном; Вища партійна школа при ЦК КПУ; кандидатська дисертація «Підприємництво: економічна сутність, механізм функціонування та розвитку» (Київський університет імені Тараса Шевченка, 1993).
Народний депутат України 12(1) скликання з 03.1990 (2-й тур) до 04.1994, Олевський виборчій округ № 165, Житомирська область. Голова підкомісії з питань переселення Комісії з питань Чорнобильської катастрофи.
- 1958 — водій, колгосп імені Шевченка Олевського району.
- З 1958 — водій Олевського кар'єроуправління Житомирської області.
- З 1960 — служба в армії.
- З 1963 — технік, начальник відділення, механік БАМ 164 в/ч 36846, Олевський район.
- З 1967 — технік, науковий працівник обласної дослідної сільськогосподарської станції, село Грозине Коростенського району Житомирської області.
- З 1971 — головний агроном, голова колгоспу, директор радгоспу імені Шевченка Олевського району.
- З 1979 — начальник Олевського районного сільськогосподарського управління.
- 1980-04.1991 — другий, перший секретар Олевського райкому КПУ.
- 1991-04.1992 — голова Олевської райради та райвиконкому.
- З 04.1992 — голова Олевської райради народних депутатів.
- З 1994 — перший секретар, з 1996 — радник Посольства України в Російській Федерації.

## Нагороди
- Орден Трудового Червоного Прапора.